# Прямий Хребет (Місяць)

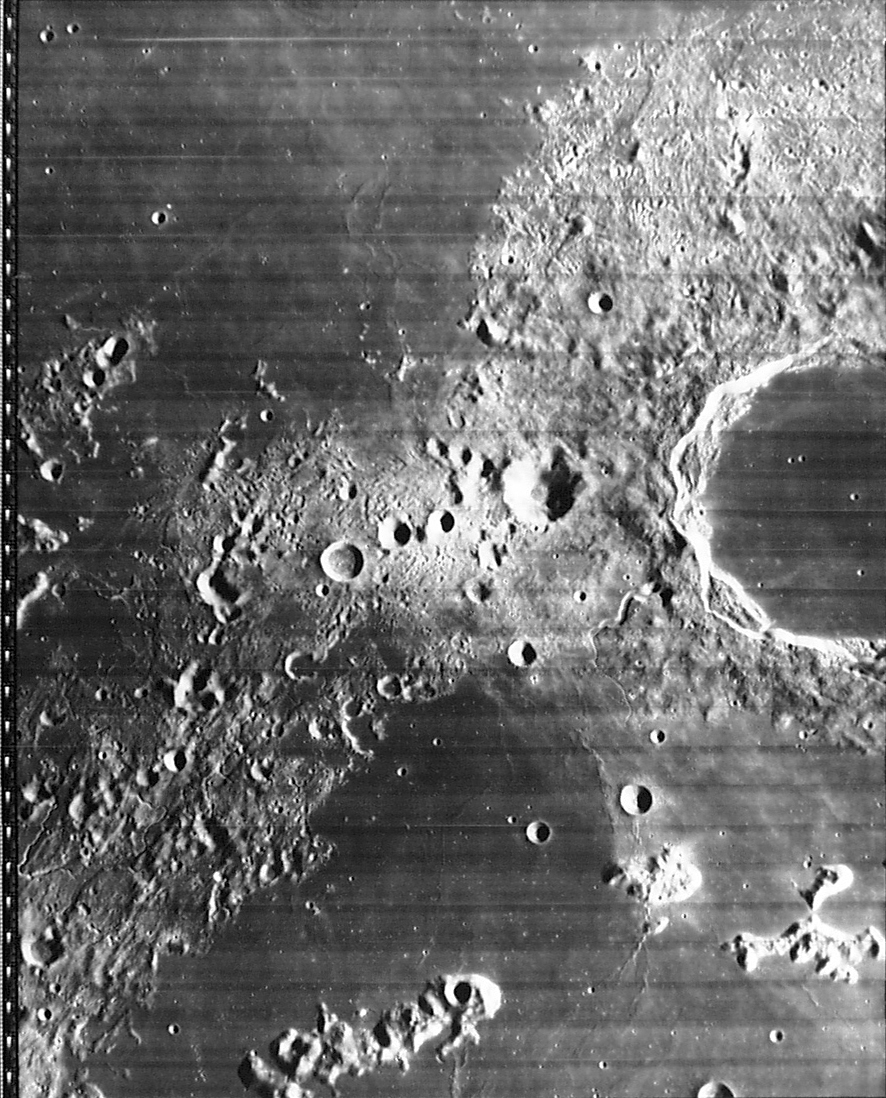
Прямий хребет (нижня межа знімка, ближче до центру)

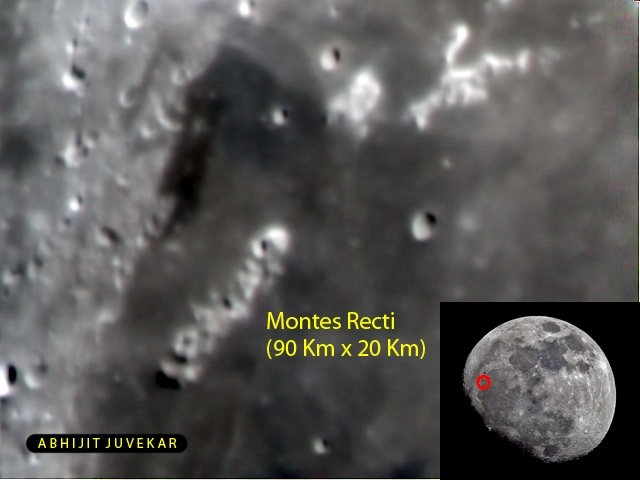
Прямий Хребет

Прямий хребет (лат. Montes Recti) — гори на видимій стороні Місяця, розташовані в північній частині Моря Дощів в районі обмеженому селенографічні координатами 47,95 ° — 48,89 ° c.ш., 17,7 ° — 21,83 ° з.д.. На сході від них знаходяться гори Тенерифе, на заході затока Райдуги, облямована горами Юра.
Гірський масив має незвичайну правильну форму у вигляді прямокутника, орієнтованого з заходу на схід, за що і отримав свою назву. Відповідно до сучасних поглядів гори являють собою частину внутрішнього валу кратера, утвореного імбрійським імпактом, який породив море Дощів. Надалі басейн моря Дощів був заповнений лавою і нині лише окремі частини внутрішнього вала височать над поверхнею басейну. Найбільше піднесення 1600 м має пік Епсилон. В геологічному відношенні гори близькі сусіднім підвищенням, гірські породи ймовірно представляють собою суміш анортозита і лавових порід моря Дощів. Північна частина гір утворена гірськими породами, що належать до нижньої частини місячної кори, піднятими при імпакті і ймовірно містять значну частку титану й заліза.